# Vzgliad (site web)
 (décembre 2015).
Pour les articles homonymes, voir Vzgliad.
Vzgliad est un journal en ligne russe créé en 2005 par Konstantin Rykov. Similarweb estime sa fréquentation à environ 20 millions de visiteurs par mois. L'un de ses rédacteurs, Igor Vinyavsky, a été arrêté en janvier 2012 au Kazakhstan pour avoir appelé à l'insurrection, ce qu'il a nié. Il a été libéré en décembre 2012.